# Третий Завет
Тре́тий Заве́т — концепции различных авторов, претендующие на раскрытие нового откровения, революционного для современного сознания. Подразумевается, что Третий Завет есть продолжение откровения в линии Ветхого и Нового Заветов, которое, не заменяя и не отменяя предыдущие откровения, знаменует новый этап во взаимоотношениях Бога и человека. Концепции Третьего завета (как обычно бывает с мистическим опытом вообще) являются предметом неоднозначного отношения и разномыслия.
Темы Третьего Завета касались следующие авторы:
1. Иоахим Флорский (1132—1202);
2. Эммануил Сведенборг (1688—1772).
3. Зыгмунт Красиньский (1812—1859).
4. Анна Шмидт (1851—1905). Третий Завет.
5. Дмитрий Мережковский (1865—1941). Третий Завет.
6. Мартинус Томсен (1890—1981). Третий Завет.
7. Иоанн Береславский (Богородичный центр)
8. Сергей Тороп (Виссарион) (р.1961). Церковь Последнего Завета.